# Cofidis (vrouwenwielerploeg)/2025
Deze pagina geeft een overzicht van de wielerploeg Cofidis in 2025.

## Algemeen
Algemeen manager: Cédric Vasseur
Ploegleiders: Magnus Bäckstedt, Mélanie Briot, Gaëtan Lemoine, Arthur Quillec, Arthur Remond
Fietsmerk: LOOK

## Renners

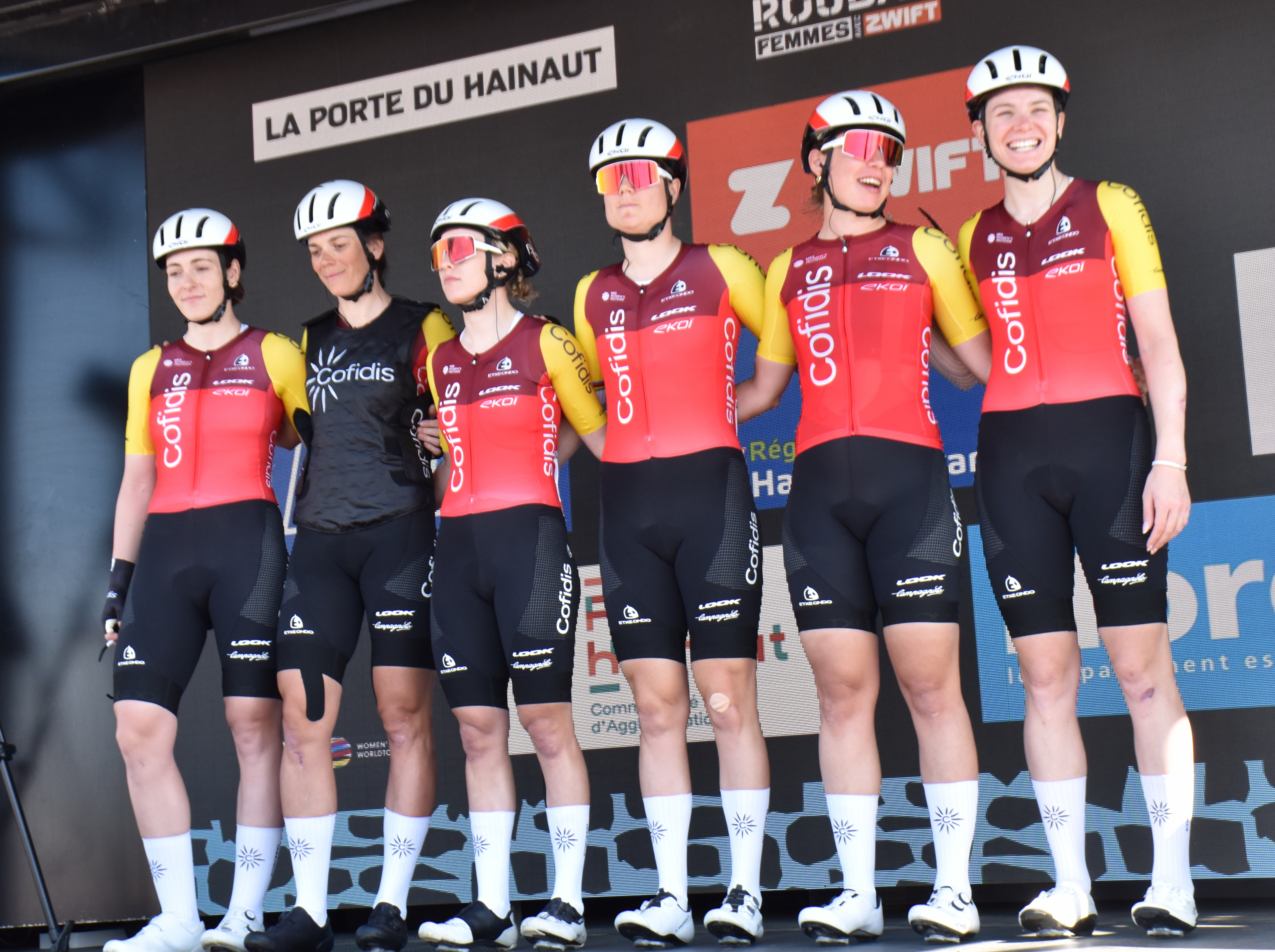
Het team in Parijs-Roubaix 2025.

| Naam                | Geboortedatum | Nationaliteit | Ploeg 2024                      |
| ------------------- | ------------- | ------------- | ------------------------------- |
| Martina Alzini      | 10-02-1997    | Italië        |                                 |
| Julie Bego          | 09-01-2005    | Frankrijk     |                                 |
| Victoire Berteau    | 16-08-2000    | Frankrijk     |                                 |
| Marion Borras       | 24-11-1997    | Frankrijk     | Saint Michel-Mavic-Auber 93     |
| Flavie Boulais      | 06-06-2003    | Frankrijk     |                                 |
| Eugenia Bujak       | 25-06-1989    | Slovenië      | UAE Team ADQ                    |
| Ema Comte*          | 24-03-2005    | Frankrijk     | Team Feminin Chambéry           |
| Amalie Dideriksen   | 24-05-1996    | Denemarken    | Uno-X Mobility                  |
| Valentine Fortin    | 24-04-1999    | Frankrijk     |                                 |
| Victorie Guilman    | 25-03-1996    | Frankrijk     | Saint Michel-Mavic-Auber 93     |
| Špela Kern          | 24-09-1990    | Slovenië      |                                 |
| Clara Koppenburg    | 03-08-1995    | Duitsland     | EF-Oatly-Cannondale             |
| Hannah Ludwig       | 15-02-2000    | Duitsland     |                                 |
| Lise Ménage         | 26-08-2004    | Frankrijk     |                                 |
| Nikola Nosková      | 01-07-1997    | Tsjechië      |                                 |
| Nadia Quagliotto    | 22-03-1997    | Italië        | Laboral Kutxa-Fundación Euskadi |
| Kirstie van Haaften | 21-01-1999    | Nederland     |                                 |

* vanaf 1/8

### Vertrokken
| Naam            | Geboortedatum | Nationaliteit | Ploeg 2025                            |
| --------------- | ------------- | ------------- | ------------------------------------- |
| Alana Castrique | 08-05-1999    | België        | AG Insurance-Soudal                   |
| Morgane Coston  | 28-12-1990    | Frankrijk     | Roland                                |
| Séverine Eraud  | 24-02-1995    | Frankrijk     | St Michel - Preference Home - Auber93 |
| Sarah Roy       | 27-02-1986    | Australië     | EF-Oatly-Cannondale                   |
| Josie Talbot    | 09-08-1996    | Australië     | Liv AlUla Jayco                       |

## Overwinningen
| Nationale kampioenschappen wielrennen Slovenië - tijdrit: Eugenia Bujak Slovenië - weg: Eugenia Bujak Ronde van Portugal 1e etappe: Amalie Dideriksen Puntenklassement: Amalie Dideriksen Egmont Cycling Race Martina Alzini |

Arkéa-B&B Hotels · Cofidis · EF-Oatly-Cannondale · Laboral Kutxa-Fundación Euskadi · Saint Michel-Preference Home-Auber93 · VolkerWessels · Winspace Orange Seal
Mannen: 1997 · 1998 · 1999 · 2000 · 2001 · 2002 · 2003 · 2004 · 2005 · 2006 · 2007 · 2008 · 2009 · 2010 · 2011 · 2012 · 2013 · 2014 · 2015 · 2016 · 2017 · 2018 · 2019 · 2020 · 2021 · 2022 · 2023 · 2024 · 2025
Vrouwen:2022 · 2023 · 2024 · 2025